# Badaricultuur
De Badaricultuur is een neolithische cultuur en een periode in de prehistorie van Egypte. Het liep van ca. 4400 tot 4000 voor Christus. Het is vernoemd naar de stad el-Badari te Assioet waar de cultuur voor het eerst is vastgesteld. Het gebied waar de meeste vondsten zijn gedaan ligt grofweg tussen Hemamia en Matmar in Midden-Egypte. De cultuur volgde op de Merimdecultuur. Ze verdrong deels de Tasacultuur, waarschijnlijk door migratie uit de Oostelijke Woestijn veroorzaakt door het droger wordende klimaat aan het einde van het Holoceen subpluviaal, en werd opgevolgd door de Naqadacultuur. Karakteristiek is een  rood gepolijst aardewerk met zwarte randen. Tijdens de opvolgende Naqadaperiode zou dergelijk aardewerk zich uitbreiden tot in Nubië.
De stad Nechen (Hierakonpolis) werd gebouwd tijdens de late Badaricultuur of de vroege Naqadacultuur.
In de graven lagen voorwerpen van koper, steatiet en zeeschelpen wat duidt op handel met de Sinaï. Opvallend zijn de vrouwenbeeldjes uit ivoor.

## Afbeeldingen

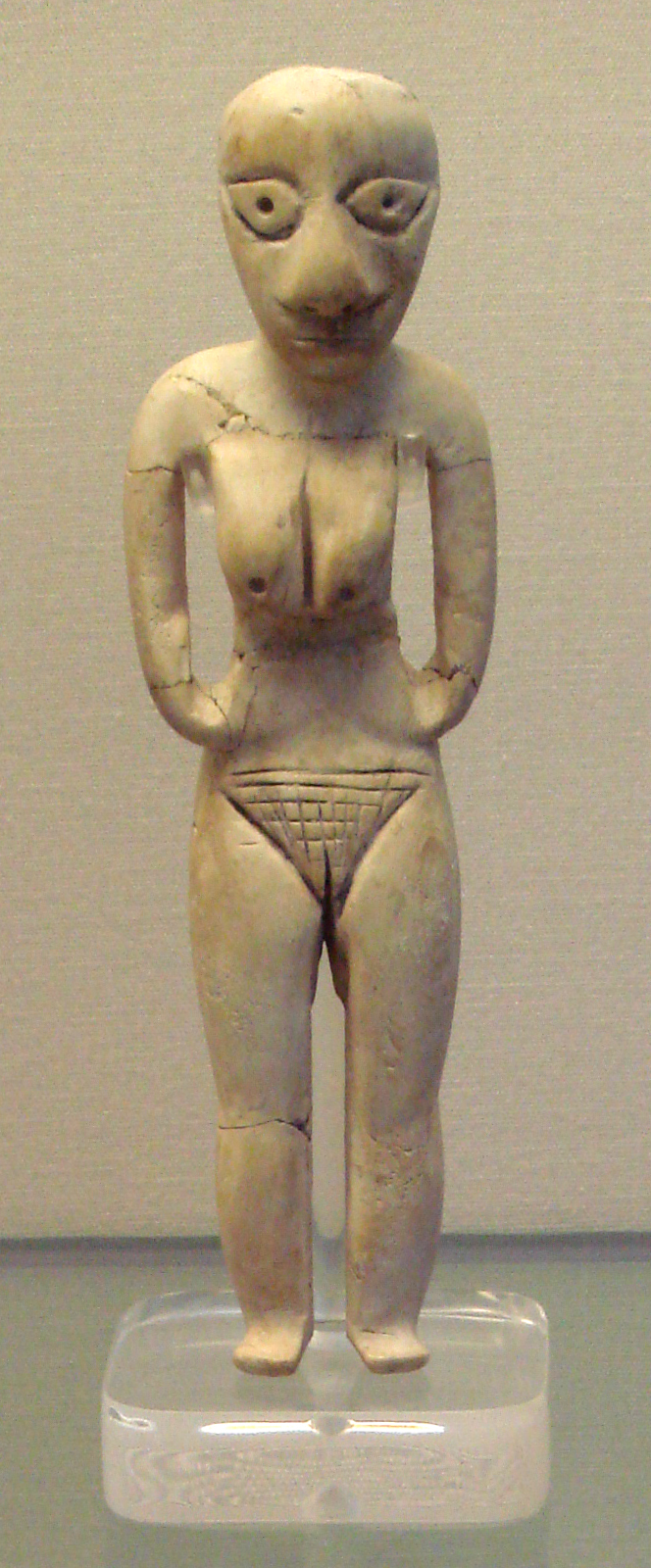
Beeldje van een vrouw in ivoor, British Museum
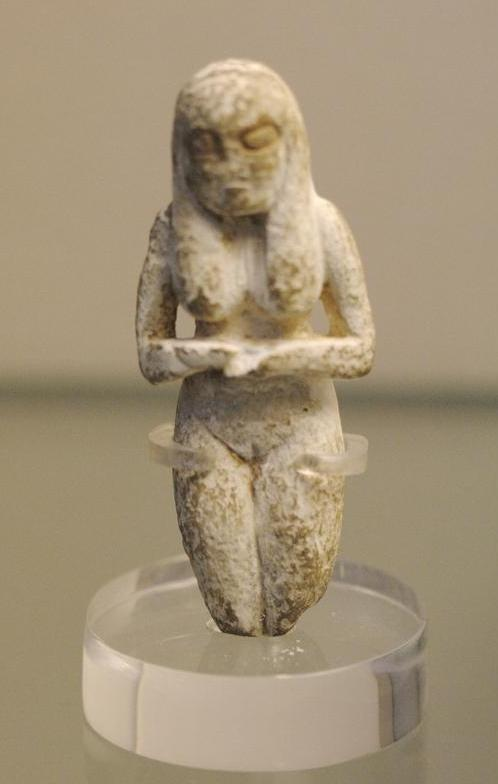
Vrouwenbeeldje
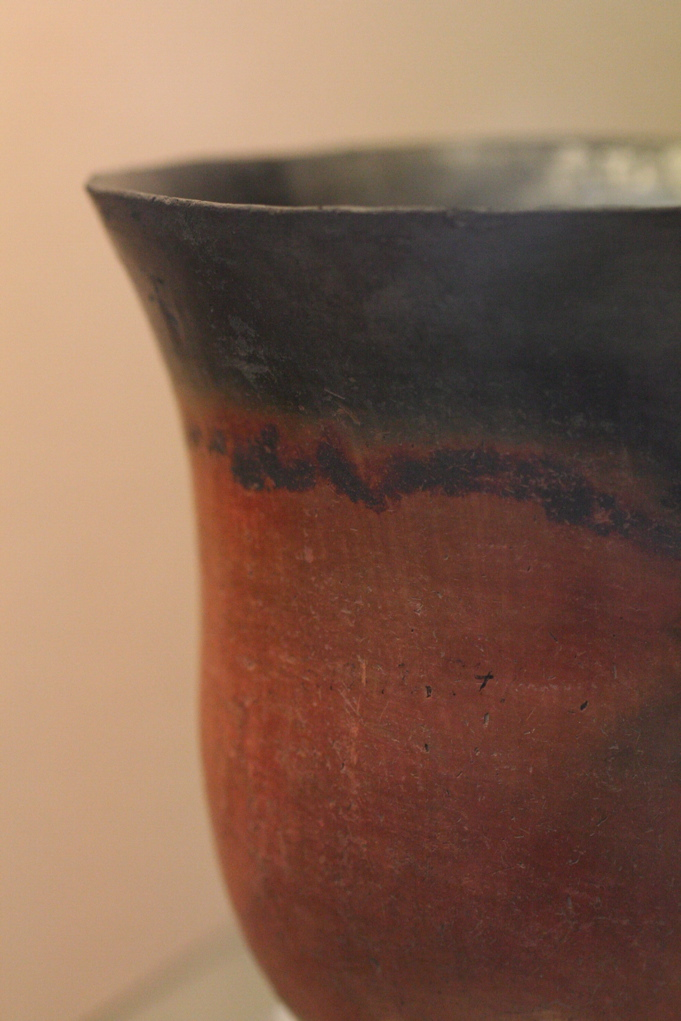
Detail van een pot
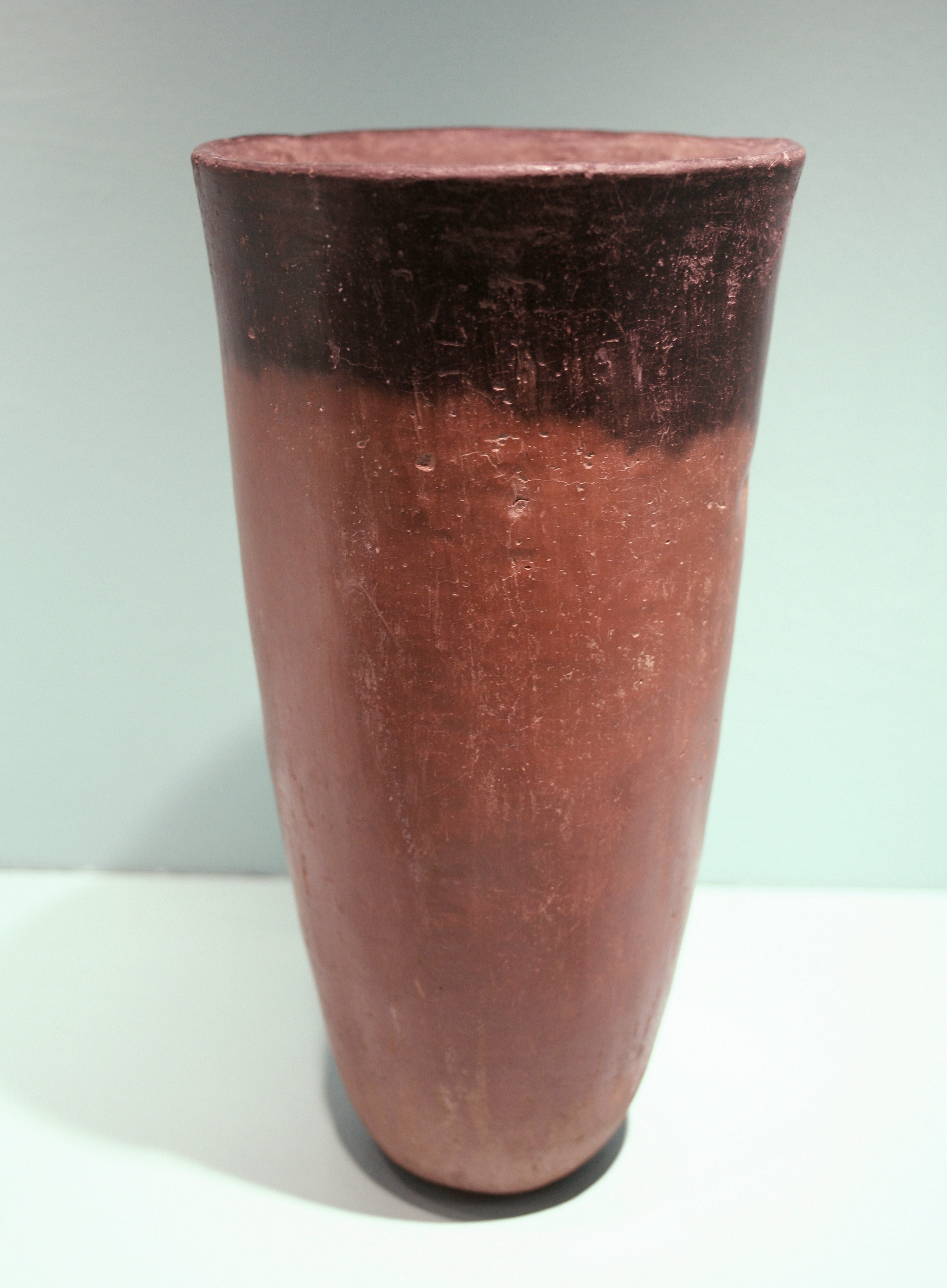
Zwartgetopt aardewerk van de Badaricultuur